# Союз городов

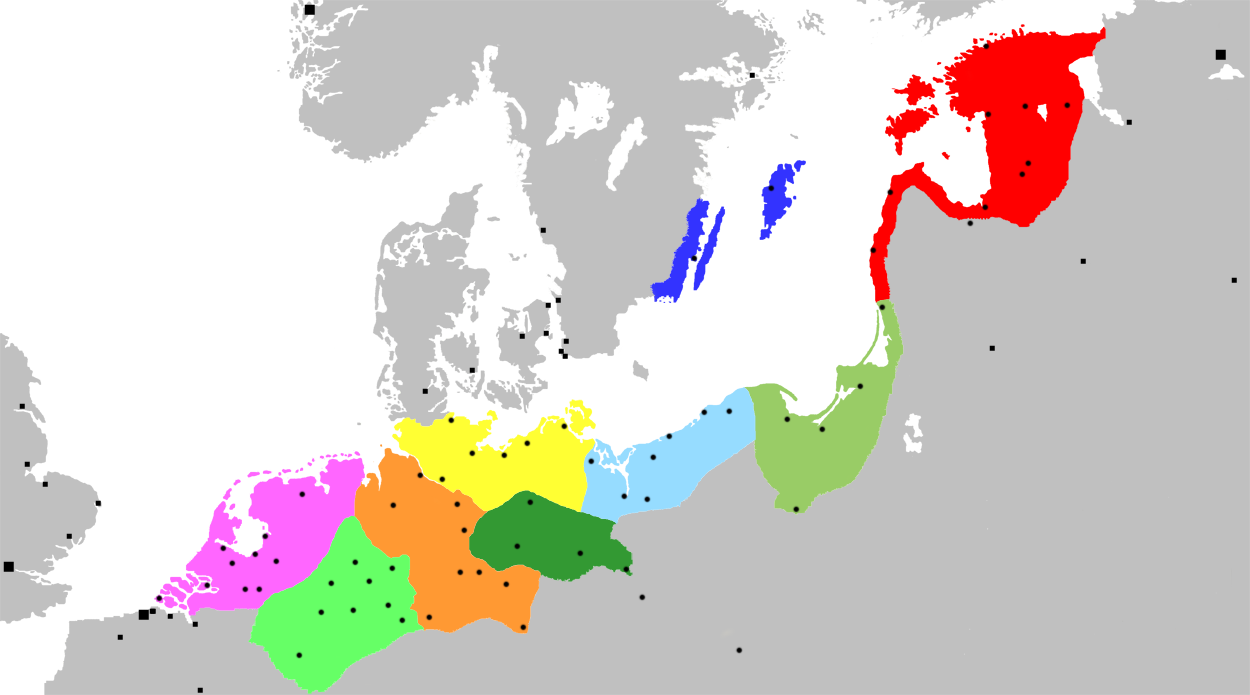
Ганзейский союз около 1400 года.

Союз городов (нем. Städtebund — федерация городов), лига городов, — договорное объединение двух или более, обычно географически близких, городов для защиты их политических или экономических интересов.

## История
Данное словосочетание обычно относится к средневековым союзам городов, известных с начала XIII века, которые становились важными экономическими, политическими или даже религиозными игроками на карте своего государства. Городские союзы заключались между муниципалитетами городов, в средние века, в западноевропейских государствах и странах, для защиты городских вольностей против притязаний духовенства, рыцарей и государей, а во время господства кулачного права и для охраны городов, торговли и путей сообщения. С возникновением многочисленных союзов городов в них наступила пора процветания.

## Примеры

### Средневековье
- Союз шести городов
- Ломбардская лига[1]
- Швабский союз городов[1][3]
- Ганзейский союз городов[1] (Ганза[4])
- Декаполис
- Рейнский союз городов[5]
- Прусский союз

### Современность
- Соглашение мэров